# Jakob Sigismund Beck
Jakob Sigismund Beck (Liessau, 6 agosto 1761 – Rostock, 29 agosto 1840) è stato un filosofo tedesco, seguace di Immanuel Kant e da lui stesso spinto a scrivere un Compendio illustrativo dei suoi scritti (1793-1796).

## Biografia
Beck nacque nel 1761 nel villaggio di Liessau (Lisewo), nel distretto di campagna di Marienburg (Malbork), nella Prussia reale, in Polonia. Figlio di un prete (di Liessau), studiò (dopo il 1783) matematica e filosofia all'Università di Königsberg, dove i suoi insegnanti furono Christian Jakob Kraus, Johann Schultz e, soprattutto, Immanuel Kant . Dopo gli studi accettò, in prima battuta, un incarico come insegnante presso un liceo di Halle. Con la sua tesi Dissertatio de Theoremate Tayloriano, sive de lege generali, secundum quam functionis mutantur, notatis a quibus pendent variabilibus, che lui scrisse proprio ad Halle, ottenne la qualifica di docente universitario. Successivamente lavorò come docente di filosofia all'Università di Halle (1791-1799), prima di diventare professore di filosofia all'Università di Rostock. Si dedicò al criticismo e alla spiegazione della dottrina di Kant e nel 1793 pubblicò l'Erläuternder Auszug aus den kritischen Schriften des Herrn Prof. Kant, auf Anrathen desselben (Riga, 1793–1796), che è stato ampiamente utilizzato come compendio della dottrina kantiana.
Beck cercò di spiegare alcune delle contraddizioni presenti nel sistema di Kant, affermando che gran parte del linguaggio è utilizzato in senso popolare per favorire la comprensibilità, ad esempio quando Kant attribuisce alle "cose in sé" un'esistenza nelle condizioni di tempo, spazio e causalità, pur sostenendo che, tuttavia, esse forniscono il materiale delle nostre percezioni. Beck sostiene, quindi, che il vero significato della teoria di Kant è l'idealismo: che la conoscenza di oggetti al di fuori del dominio della coscienza è impossibile e, quindi, che non rimane nulla di positivo una volta rimosso l'elemento soggettivo. La materia è dedotta dalla sintesi originaria. Allo stesso modo, l'idea di Dio è una rappresentazione simbolica della voce della coscienza che ci guida dall'interno.
Il valore dell'esegesi di Beck è stato in gran parte trascurato a causa della maggiore attenzione data all'opera di J.G. Fichte . 
Oltre ai tre volumi dell'Erläuternder Auszug, Beck pubblicò il Grundriss der kritischen Philosophie (1796), contenente un'interpretazione della Kantian Kritik seguendo lo stile di Salomon Maimon.
Beck morì a Rostock nel 1840, a 79 anni

## Opere
- Erläuternder Auszug aus den Kritischen Schriften des Herrn Prof. Kant (1793–96), vol. 3: Einzig-möglicher Standpunct, aus welchem die critische Philosophie beurtheilt werden muß (1796)